# Agata Szewioła
Agata Szewioła (ur. 1989 w Żarach) – polska modelka, Miss Polski 2010.
Agata reprezentowała Polskę w konkursach międzynarodowych, w tym Miss World 2010, który odbył  się w Chinach 6 listopada 2010 roku.
Po raz pierwszy w konkursie piękności Agata wystartowała w 2007 roku. Był to konkurs Miss Nastolatek Ziemi Lubuskiej. W tym samym roku zakwalifikowała się do Top 10 Miss Polski Nastolatek 2007. W 2010 roku wygrała Miss Ziemi Lubuskiej 2010 i zakwalifikowała się do konkursu Miss Polski 2010, w którym zwyciężyła. Dodatkowo została wybrana głosami telewidzów Miss Polski Widzów TV Polsat 2010.